# Berlin-Friedrichsfelde
Friedrichsfelde is een stadsdeel in het district Lichtenberg in Berlijn. Er is nog veel historische bebouwing in het stadsdeel. Het is ook bekend door het Tierpark Berlin en het daarin gelegen Schloss Friedrichsfelde. 

## Geschiedenis
Het dorp Rosenfelde werd gesticht rond 1230. Een eerste gedocumenteerde vermelding dateert van 1265. In 1699 werd Rosenfelde omgedoopt in Friedrichsfelde ter ere van keurvorst Frederik III. In 1896 werden het Gutsbezirk Friedrichsfelde en de kolonie Karlshorst (destijds nog Carlshorst) opgenomen in de gemeente Friedrichsfelde. In 1920 werd de gemeente dan onderdeel van Groot-Berlijn.

## Verkeer
Er is een S-Bahn-station Friedrichsfelde Ost die bediend wordt door de lijnen S5, S7 en S75. Er zijn ook twee metrostations (Friedrichsfelde en Tierpark) op de U5-lijn. 
Al sinds 1900 rijden er trams door het gebied. Friedrichsfelde wordt bediend door de lijnen M17, 27 en 37.

## Sport
SC Borussia 1920 Friedrichsfelde speelt in het Stadion Friedrichsfelde en is actief in voetbal, handbal en basketbal. 

## Bezienswaardigheden
Hoewel er vele flatgebouwen staan zijn er ook nog vele negentiende-eeuwse gebouwen. In het zuidoosten ligt de dierentuin, die in 1955 opende met daarin het slot. 

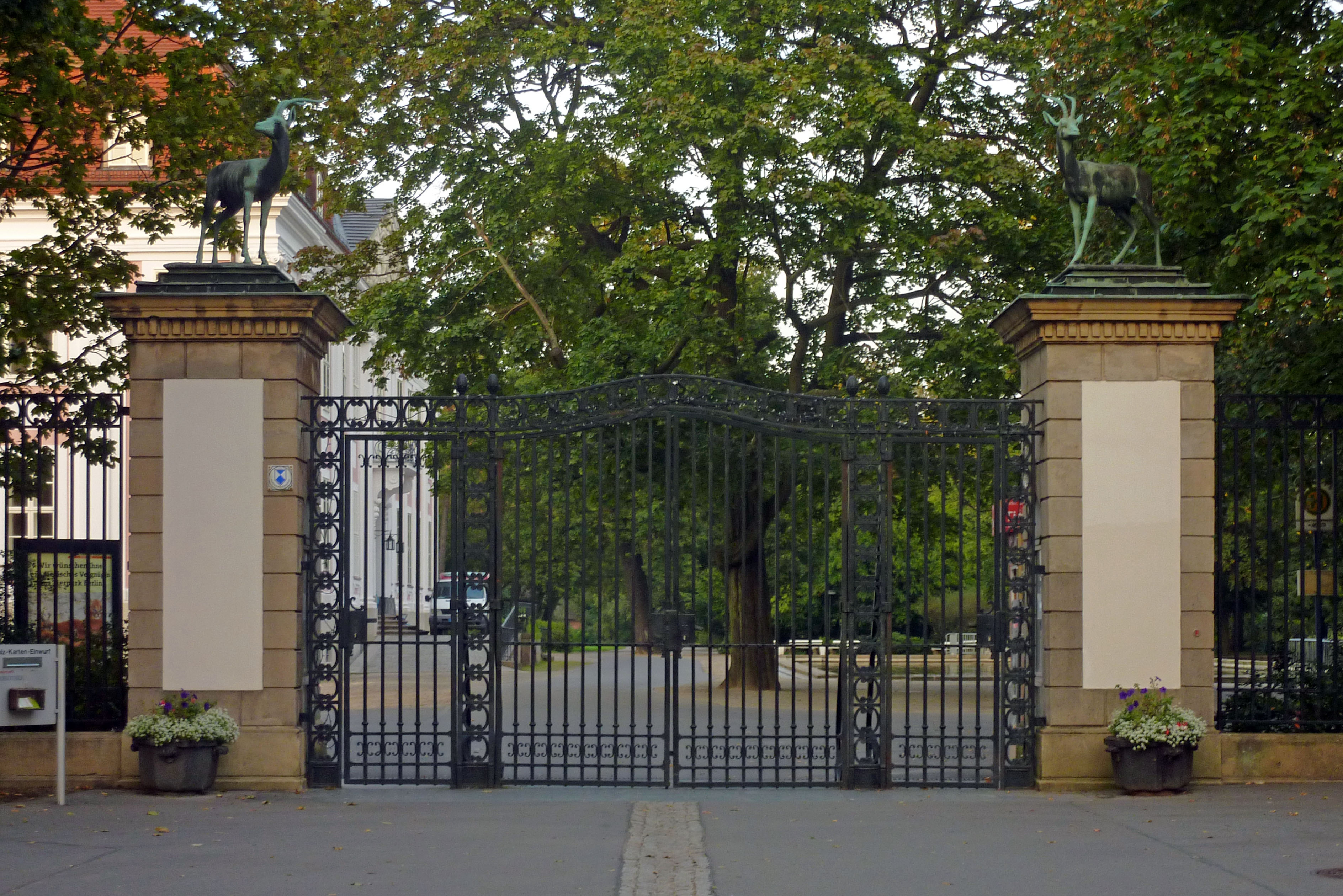
Oude hoofdingang van Tierpark Berlin

Alt-Hohenschönhausen ·
Falkenberg ·
Fennpfuhl ·
Friedrichsfelde ·
Karlshorst ·
Lichtenberg ·
Malchow ·
Neu-Hohenschönhausen ·
Rummelsburg ·
Wartenberg